# Poienești
Poienești è un comune della Romania di 3 211 abitanti, ubicato nel distretto di Vaslui, nella regione storica della Moldavia. 
Il comune è formato dall'unione di 5 villaggi: Frasinu, Fundu Văii, Oprișița, Poienești, Poienești Deal.